# بخش سیندولی
بخش سیندولی (به لاتین: Sindhuli District) یک بخش در نپال است که در استان شماره ۳ واقع شده است. بخش سیندولی ۲٬۴۹۱ کیلومتر مربع مساحت و ۲۹۶٬۱۹۲ نفر جمعیت دارد.